# Governo Kostov
Il Governo Kostov è stato l’87º esecutivo della Bulgaria, nato in seguito alle elezioni parlamentari in Bulgaria del 1997. Rimase in carica dal 21 maggio 1997 al 24 luglio 2001, per un totale di 4 anni 2 mesi e 3 giorni.

## Situazione parlamentare
| Camera              | Collocazione | Partiti                             | Seggi     |
| ------------------- | ------------ | ----------------------------------- | --------- |
| Assemblea nazionale | Maggioranza  | ODS (137)                           | 137 / 240 |
| Assemblea nazionale | Opposizione  | SD (58), USN (19), ES (14), BI (12) | 103 / 240 |

## Composizione
| Carica                                                                        | Titolare | Titolare | Titolare            | Partito |
| ----------------------------------------------------------------------------- | -------- | -------- | ------------------- | ------- |
| Primo ministro                                                                |          |          | Ivan Kostov         | FDU     |
| Vice Primo Ministro e Ministro dell'Istruzione e della Scienza                |          |          | Veselin Metodiev    | PD      |
| Vice Primo Ministro e Ministro dell'Industria                                 |          |          | Alexander Bozhkov   | FDU     |
| Vice Primo Ministro e Ministro dello sviluppo regionale e dei lavori pubblici |          |          | Evgeni Bakardzhiev  | FDU     |
| Il Ministro degli Affari Esteri                                               |          |          | Nadezhda Mihaylova  | FDU     |
| Ministro dell'Interno                                                         |          |          | Bogomil Bonev       | FDU     |
| Ministro delle Finanze                                                        |          |          | Muravey Radev       | FDU     |
| Ministro della giustizia e dell'integrazione europea                          |          |          | Vasil Gotsev        | PD      |
| Ministro della Difesa                                                         |          |          | Georgi Ananiev      | FDU     |
| Ministro del Lavoro e delle Politiche Sociali                                 |          |          | Ivan Neykov         | FDU     |
| Ministro dell'agricoltura, delle foreste e della riforma agraria              |          |          | Ventsislav Varbanov | UNA     |
| Ministro dei trasporti                                                        |          |          | Wilhelm Kraus       | FDU     |
| Ministro della Pubblica Amministrazione                                       |          |          | Mario Tagarinski    | FDU     |
| Ministro dell'Ambiente                                                        |          |          | Evdokiya Maneva     | FDU     |
| Ministro della Salute                                                         |          |          | Petar Boyadzhiev    | NI      |
| Ministro della Cultura                                                        |          |          | Emma Moskova        | NI      |
| Ministro del turismo e del commercio                                          |          |          | Valentin Vasilev    | FDU     |